# Johann Nikolaus Fürsen
Johann Nikolaus Fürsen (* 10. November 1757 in Schleswig; † 9. Mai 1817 in Eckernförde) war ein Bürgermeister und königlich dänischer Justizrat.

## Leben und Wirken
Johann Nikolaus Fürsen war ein Sohn des königlich dänischen Leibmedikus Joachim Fürsen und dessen Ehefrau Magdalena Benedicte Friederike Dreyer (1733–1821). Er hatte zwei Schwestern und den Bruder Ernst Georg Joachim Fürsen, der ein Hardesvogt und königlich dänischer Etatsrat wurde.
Nach einem Studium der Rechtswissenschaften an der Universität Kiel und der Universität Göttingen arbeitete Fürsen ab 1781 als Obergerichtssekretär und Auditeur des Fünenschen Dragonerregiments. 1783 heiratete er Johanna Margarete Kickebusch (* 20. März 1755 in Altona; † 19. Mai 1828 in Schleswig), mit der er keine Kinder hatte.
Von 1787 bis Lebensende amtierte Fürsen als Bürgermeister von Eckernförde.